# Tellerina
|  | No s'ha de confondre amb tallarina. |

La tellerina, tellina o escopinya francesa (Donax trunculus) és una espècie de mol·lusc bivalve de la família Donacidae. Viu enterrat a la sorra a prop de la costa i és comestible.

## Morfologia
La petxina és petita (2,5 - 3,5 cm), fràgil, té forma triangular i és d'un color blanc-marronós, amb bandes de color més clar i tonalitats liles, sobre tot a la cara interna.

## Ecologia
S'estén al llarg de la costa atlàntica des del Senegal fins a l'Atlàntic nord francès així com pel Mediterrani i la mar Negra. És molt freqüent a les costes dels Països Catalans. Es pot trobar des de les costes de les comarques de l'Ebre, a la Costa Brava sobretot al Golf de Roses, a les zones de l'Estartit, l'Escala, el Fluvià i Santa Margarida.
Viu enterrada a la sorra a prop de la costa, fins a uns 20 metres de profunditat. El seu període reproductiu s'estén del mes de març fins al juliol-agost segons les zones i els anys.

## Usos
Es pot pescar amb mètodes artesanals o semi-industrials, com l'arrossegament, les dragues, els rastells o a mà. Són molt usades en tota la cuina mediterrània. Se sol consumir com un aperitiu o com a segon plat, però també com a acompanyament de molts plats de peix. El seu consum a la Costa Brava està documentat des del 1520 en un receptari de cuina catalana.